# Leszek Błażyński
Leszek Błażyński est un boxeur polonais né le 5 mars 1949 à Ełk et mort le 6 août 1992 à Katowice.

## Carrière
Médaillé de bronze aux Jeux olympiques de Munich en 1972 et de Montréal en 1976 dans la catégorie poids mouches, sa carrière amateur est également marquée par un titre européen à Halle en 1977 et par une médaille d'argent à Madrid en 1971.

### Jeux olympiques
- Médaille de bronze en -51 kg aux Jeux de 1976 à Montréal.
- Médaille de bronze en -51 kg aux Jeux de 1972 à Munich.

### Championnats d'Europe de boxe amateur
- Médaille d'or en -51 kg en 1977 à Halle, Allemagne de l'Ouest
- Médaille d'argent en -51 kg en 1971 à Madrid, Espagne

### Championnats de Pologne
- Champion national en 1971, 1973
- Vice-champion national en 1969, 1972 et 1980

## Référence
1. ↑  (en) Résultats des championnats d'Europe 1977 (amateur-boxing.strefa.pl)